# Papuechites aambe
Papuechites aambe är en oleanderväxtart som först beskrevs av Otto Warburg, och fick sitt nu gällande namn av Markgr.. Papuechites aambe ingår i släktet Papuechites och familjen oleanderväxter. Inga underarter finns listade i Catalogue of Life.